# Earl of Bradford

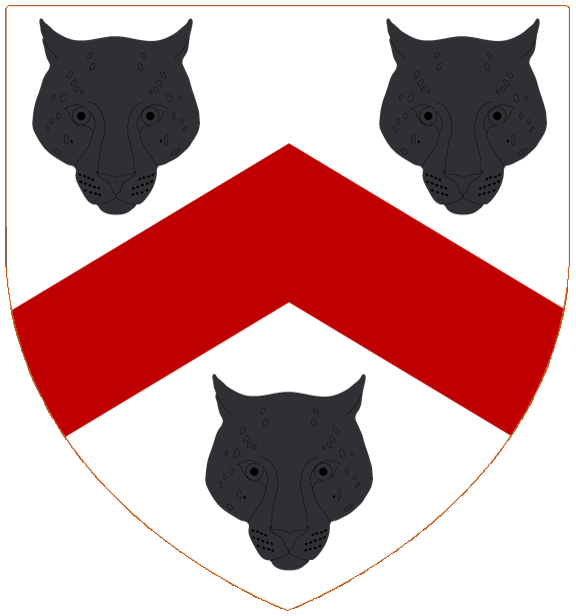
Wappen des Earls of Bradford (erster Verleihung)

Wappen des Earls of Bradford (zweiter Verleihung)

Earl of Bradford, in the County of Salop, ist ein erblicher britischer Adelstitel, der einmal in der Peerage of England und einmal in der Peerage of the United Kingdom verliehen wurde.

## Verleihungen und nachgeordnete Titel
Erstmals wurde der Titel am 11. Mai 1694 für Francis Newport, 1. Viscount Newport, geschaffen. Er war bereits am 11. März 1675 zum Viscount Newport, of Bradford in the County of Salop, erhoben worden. Von seinem Vater hatte er 1651 zudem den Titel Baron Newport, of High Ercall in the County of Salop, geerbt, der diesem am 14. Oktober 1642 verliehen worden war. All diese Titel gehörten zur Peerage of England und erloschen am 18. April 1762 beim Tod seines Enkels, des 4. Earls.
In zweiter Verleihung wurde der Titel am 30. November 1815 in der Peerage of the United Kingdom für Orlando Bridgeman, 2. Baron Bradford, neu geschaffen. Er war ein Großneffe des letzten Earls erster Verleihung. Zusammen mit der Earlswürde wurde ihm der nachgeordnete Titel Viscount Newport, in the County of Salop, verliehen. Von seinem Vater hatte er 1800 zudem den Titel Baron Bradford, of Bradford in the County of Salop, geerbt, der diesem am 17. August 1794 in der Peerage of Great Britain verliehen worden war. Heutiger Titelinhaber ist sein Ur-ur-ur-urenkel Richard Bridgeman als 7. Earl.

## Liste der Barone und Earls of Bradford

### Earls of Bradford, erste Verleihung (1694)
- Francis Newport, 1. Earl of Bradford (1620–1708)
- Richard Newport, 2. Earl of Bradford (1644–1723)
- Henry Newport, 3. Earl of Bradford (1684–1734)
- Thomas Newport, 4. Earl of Bradford (um 1696–1762)

### Barone Bradford (1794)
- Henry Bridgeman, 1. Baron Bradford (1725–1800)
- Orlando Bridgeman, 2. Baron Bradford (1762–1825) (1815 zum Earl of Bradford erhoben)

### Earls of Bradford, zweite Verleihung (1815)
- Orlando Bridgeman, 1. Earl of Bradford (1762–1825)
- George Bridgeman, 2. Earl of Bradford (1789–1865)
- Orlando Bridgeman, 3. Earl of Bradford (1819–1898)
- George Bridgeman, 4. Earl of Bradford (1845–1915)
- Orlando Bridgeman, 5. Earl of Bradford (1873–1957)
- Gerald Bridgeman, 6. Earl of Bradford (1911–1981)
- Richard Bridgeman, 7. Earl of Bradford (* 1947)

Voraussichtlicher Titelerbe (Heir apparent) ist der Sohn des aktuellen Titelinhabers, Alexander Bridgeman, Viscount Newport (* 1980).